# Guamal (Meta)
Guamal é um município da Colômbia, localizado no departamento de Meta.